# Elizalde Dragón VII
El motor Elizalde Dragón VII, pertany a la sèrie de motors Dragón, fabricats per l'empresa Elizalde per a petits avions o avionetes. Tots tenen característiques en comú com l'arquitectura (motors en estrella), i les culates de bronze, patentades per Arturo Elizalde.
La sèrie Dragón es va començar a dissenyar el 1927, encara que el primer no va funcionar fins a 1929. Era el mitjà de la sèrie Dragón portava carburador IRZ i dues magnetos Seintilla. Es va presentar amb tota la sèrie al Saló de Paris de 1932.